# Гряковий Лиман

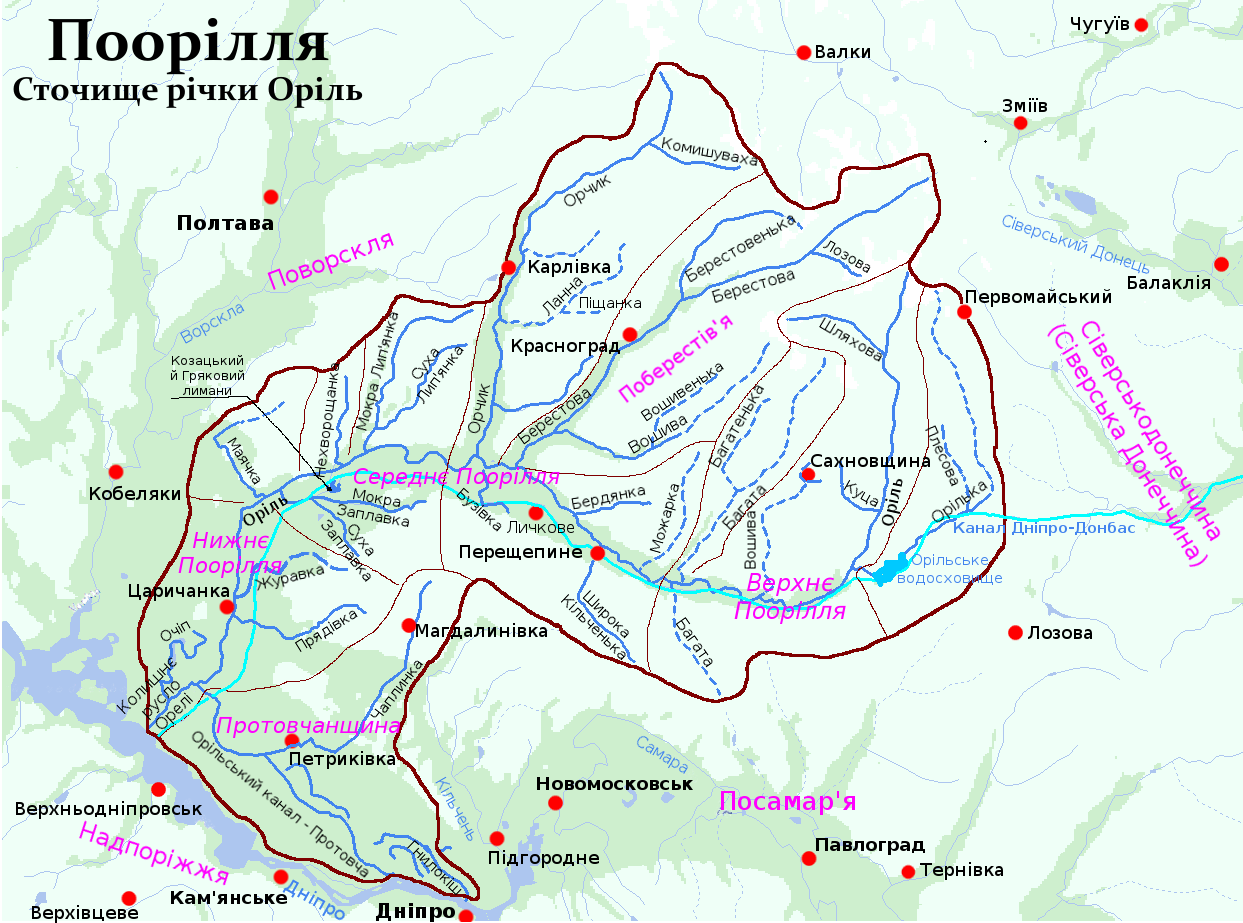

Козачий Лиман — озеро у Магдалинівському районі Дніпропетровської області у поймі Орелі з її лівого берегу. 
Над Козачим Лиманом положені Гупалівка.